# Дентон, Сандра
Са́ндра Джей Де́нтон (англ. Sandra J. Denton; 9 ноября 1969, Кингстон, Ямайка) — ямайско-американский рэпер, автор песен, актриса, сценарист и кинопродюсер.

## Биография
Сандра Джей Дентон родилась 9 ноября 1969 года в Кингстоне (Ямайка), но вскоре она вместе со своей семьёй она переехала в Куинс (штат Нью-Йорк, США).
Сандра начала свою музыкальную карьеру в 1985 году, став участницей женской хип-хоп-группы «Salt-N-Pepa», в состав которой она входит и по сей день. В 1992—2011 года снималась в кино.
В 1990-х годах Сандра состояла в фактическом браке с неким мужчиной по фамилии Мур. В этих отношениях Дентон родила своего первенца — сына Тайрана Мура (род. 1990).
В 1999—2001 года Сандра была замужем за рэпером Тричем (род.1970). В этих отношениях Дентон родила своего второго ребёнка — дочь Иджипт Джахнари Крисс (род.02.09.1998).